# انجمن حق رأی زن آمریکایی
با انجمن ملی حق رای زنان آمریکایی اشتباه نشود.
انجمن حق رای زن آمریکایی (انگلیسی: American Woman Suffrage Association);(AWSA) در نوامبر ۱۸۶۹ بعد از انشعاب در انجمن حقوق برابر مردم آمریکا بخاطر اصلاحیه متمم پانزدهم قانون اساسی ایالات متحده آمریکا تشکیل شد. لوسی استون، هنری بلکول، و جولیا وارد هویّ، بنیانگذاران این انجمن بودند و از اصلاحیه پانزدهم قانون اساسی حمایت می‌کردند. آنها طرفدار قانون لغو بردگی بودند و از حق رای برای مردان آفریقایی‌تبار آمریکایی به شدت حمایت می‌کردند. آنها معتقد بودند اصلاحیه پانزدهم در صورت عدم تصویب حق رای زنان در کنگره، در معرض خطر قرار خواهد گرفت. در طرف دیگر با انشعاب در انجمن حقوق برابر مردم آمریکا، عده ای که مخالف اصلاحیه پانزدهم بودند، انجمن حق رای زنان (NWSA) را تشکیل دادند. این انجمن عقیده داشت با مبارزه تبلیغاتی در ایالت‌های مختلف، موفقیت ساده‌تر بدست می‌آید.
در سال ۱۸۹۰ این دو انجمن ((AWSA) و (NWSA)) در هم ادغام شدند و انجمن ملی حق رای زنان آمریکایی (NAWSA) را تشکیل دادند.

## پیشینه
در سال ۱۸۶۹ الیزابت کدی استانتون و سوزان بی آنتونی سازمان جدیدی بنام انجمن حق رای زن آمریکایی (NWSA) را تشکیل دادند. این انجمن متمم‌های چهاردهم و پانزدهم قانون اساسی آمریکا را به عنوان بی عدالتی شدید علیه زنان محکوم کرد. همچنین علاوه بر حمایت از حق رای زنان، از طلاق ساده‌تر و پایان دادن به تبعیض در اشتغال و حقوق زنان نیز حمایت کرد.